# Велики Шушњар
Велики Шушњар је насељено место у саставу града Петриње, у Банији, Република Хрватска.

## Историја
Велики Шушњар се од распада Југославије до августа 1995. године налазио у Републици Српској Крајини.

### Други свјетски рат
У Великом Шушњару срез Глина усташе су „ухватили 25-оро деце, повезали им руке остраг на леђа жицом, поставили их испред врата од сењака, а ноге има ставили унутра у сењак; остали део тела био је напољу. Сењак су запалили и деци су изгореле ноге до колена. Овако упола изгорелу децу бацили на цесту где су издахнули у најгрознијим мукама“.

## Становништво
На попису становништва 2011. године, Велики Шушњар је имао 117 становника.
| Националност       | 1991. | 1981. | 1971. | 1961. |
| Срби               | 445   | 482   | 593   | 643   |
| Југословени        | 3     | 24    | 8     |       |
| Хрвати             | 4     | 2     |       | 1     |
| Словенци           |       |       | 1     |       |
| остали и непознато | 3     | 6     | 1     |       |
| Укупно             | 455   | 514   | 603   | 644   |

| Демографија | Демографија | Демографија |
| Година      | Становника  | Становника  |
| ----------- | ----------- | ----------- |
| 1961.       | 644         |             |
| 1971.       | 603         |             |
| 1981.       | 514         |             |
| 1991.       | 455         |             |
| 2001.       | 108         |             |
| 2011.       |             | 117         |

## Попис 1991.
На попису становништва 1991. године, насељено место Велики Шушњар је имало 455 становника, следећег националног састава:
| Попис 1991.‍ | Попис 1991.‍ | Попис 1991.‍ | Попис 1991.‍ | Попис 1991.‍ |
| ----------- | ----------- | ----------- | ----------- | ----------- |
|             |             |             |             |             |
| Срби        | Срби        |             | 445         | 97,80%      |
| Хрвати      | Хрвати      |             | 4           | 0,87%       |
| Југословени | Југословени |             | 3           | 0,65%       |
| непознато   | непознато   |             | 3           | 0,65%       |
| укупно: 455 |             |             |             |             |